# Villa Cortese
Villa Cortese là một đô thị ở tỉnh Milano, vùng Lombardia của Italia, khoảng25 km về phía tây bắc của Milano. Tại thời điểm ngày 31 tháng 12 năm 2004, đô thị này có dân số 6.101 người và diện tích là 3,6 km².
Villa Cortese giáp các đô thị: Legnano, San Giorgio su Legnano, Dairago, Busto Garolfo.